# Liebenauer Gruben
Die Liebenauer Gruben sind ein Naturschutzgebiet in den niedersächsischen Gemeinden Estorf in der Samtgemeinde Mittelweser und Liebenau in der Samtgemeinde Weser-Aue im Landkreis Nienburg/Weser.

## Geschichte
Der Naturschutzbund Deutschland hatte bereits 2006 die Ausweisung der Liebenauer Kiesgruben als Naturschutzgebiet beantragt. Dies wurde damals vom Landkreis Nienburg als zuständige untere Naturschutzbehörde aus wirtschaftlichen Gründen abgelehnt.
Seit Anfang 2012 lief ein Verfahren, das Gebiet als Naturschutzgebiet „Liebenauer Gruben“ auszuweisen. Die Umsetzung war im Oktober 2012 vorgesehen und am 19. Oktober vom Nienburger Kreistag beschlossen. Der Landkreis kam so seiner Verpflichtung nach, FFH-Gebiete auch national zu sichern. Die Verordnung über das Naturschutzgebiet trat am 20. Dezember 2012 in Kraft. Das Naturschutzgebiet trägt das Kennzeichen HA 221. Zuständige untere Naturschutzbehörde ist der Landkreis Nienburg.

## Beschreibung
Das aus vier Kiesgruben bestehende Gelände liegt südwestlich von Nienburg/Weser links der Weser in einer Weserschleife in etwa zwischen Weser-km 260,0 und Weser-km 261,5. Es entstand ab 1969 durch den Nassabbau von Kies und erstreckt sich auf einer Fläche von rund 100 Hektar. Der Kiesabbau in diesem Gebiet wurde 2008 beendet und die Kiesgruben anschließend rekultiviert. Die Kiesgruben, die im Süden des Landschaftsschutzgebietes „Wesermarsch“ liegen, sind größtenteils Bestandteil des FFH-Gebietes „Teichfledermausgewässer im Raum Nienburg“.
Das Gelände wurde ab Februar 2009 mit Geldern der NABU-Stiftung Nationales Naturerbe, der Niedersächsischen Lottostiftung, BINGO! und vieler Spender sowie Geldern des Landkreises Nienburg zu einem großen Teil vom Naturschutzbund Deutschland erworben, der hier ein Schutzgebiet eingerichtet hat. Insgesamt ist dieses Schutzgebiet rund 140 Hektar groß.

## Rekultivierung
Die Kiesgruben sind durch Verbindungskanäle untereinander und mit der Weser verbunden. Sie unterliegen so der Flussdynamik und werden bei Weserhochwasser regelmäßig überschwemmt. An Teilen der Kiesgruben haben sich bereits wieder Auwaldgesellschaften angesiedelt. Eine vorher landwirtschaftlich genutzte Fläche wurde vom NABU Deutschland zu einem Hartholzauenwald aufgeforstet.
Die bis zu 10 Meter tiefen Kiesgruben wurden mit bei dem Ausbau der Weser für das Europaschiff angefallenem Material teilweise aufgefüllt, so dass nur noch ein bis zwei Meter tiefe Wasserzonen und Flachwasserbereiche sowie zahlreiche flache Inseln entstanden. Die Flachwasserbereiche sowie Verlandungszonen sollen auch von Röhrichtzonen eingenommen werden. Zusätzlich wurde ein Brutfloß für Flussseeschwalben in einer der Kiesgruben verankert. Daneben wurden auf dem Gelände temporäre Stillgewässer als Lebensraum für Amphibien und Libellen angelegt. Zwischen den Kiesgruben sind Brachen und Grünlandbereiche zu finden. Auf höhergelegenen, trockenen Flächen wachsen Sandmagerrasen.

## Flora und Fauna
Das ehemalige Kiesabbaugebiet hat sich zu einem bedeutenden Lebensraum für zahlreiche Tier- und Pflanzenarten entwickelt. So kommen hier zahlreiche Vögel vor, die teilweise auch hier brüten. Daneben hat das Gebiet eine Bedeutung als Rastplatz für Zugvögel. So sind hier u. a. Wachtelkönig, Kiebitz, Nachtigall, Neuntöter, Flussseeschwalbe, Uferschwalbe, Flussregenpfeifer, Teichrohrsänger, Rohr- und Feldschwirl, Dorngrasmücke, Braun- und Schwarzkehlchen sowie Wiesenpieper heimisch. Auch Rothalsgans, Säbelschnäbler, Silberreiher, Zwergtaucher und Schwarzhalstaucher, Mittelmeermöwe, Flussuferläufer, Rot- und Schwarzmilan sowie Seeadler wurden beobachtet. Der Weißstorch nutzt das Gebiet für die Nahrungssuche. Der Fischadler hat die Wasserlandschaft als Lebensraum angenommen. Für ihn wurde vom NABU eine Nistplattform auf einem ehemaligen Strommast installiert.
Durchzügler und Wintergäste sind verschiedene Gänse- und Entenarten, darunter Zwerg- und Gänsesäger, Waldsaatgans sowie Löffel- und Schellente.
Libellen kommen zahlreich im Bereich der Kiesgruben vor, darunter Blutrote Heidelibelle, Herbst-Mosaikjungfer, Großer Blaupfeil und Große Königslibelle.
Um 2020 wanderte der Biber in das Gebiet ein. Die Gewässer in Naturschutzgebiet sind Nahrungshabitat für die Teichfledermaus. Die Liebenauer Kiesgruben sind auch Lebensraum für zahlreiche Pflanzenarten, darunter auch gefährdete Arten wie z. B. die Schwanenblume und der Blutrote Storchenschnabel. Weiterhin sind u. a. Sumpfschwertlilie, Kleine Traubenhyazinthe und Rosen-Malve zu finden.

## Sonstiges
Die Liebenauer Kiesgruben liegen direkt an einer Alternativroute des Weserradweges. Für die Erlebbarmachung des Gebietes wurde Anfang 2013 ein Aussichtsturm errichtet.